# Хелазир
Хелазир (перс. خلازیر‎) — село на севере Ирана, в остане Тегеран. Входит в состав шахрестана Тегеран. Административный центр дехестана (сельского округа) Хелазир бахша Афтаб.

## География
Село находится в центральной части остана, к западу от автодороги , вблизи южной окраины города Тегеран, административного центра шахрестана. Абсолютная высота — 1085 метров над уровнем моря.

## Население
По данным переписи 2006 года население села составляло 2374 человека (1261 мужчина и 1113 женщин). В Хелазире насчитывалось 81 домохозяйство. Уровень грамотности населения составлял 78,9 %. Уровень грамотности среди мужчин составлял 81,1 %, среди женщин — 76,6 %.
В 2016 году в селе имелось 702 домохозяйства и проживало 2356 человек (1231 мужчина и 1125 женщин).